# Zutty Singleton
Arthur James 'Zutty' Singleton (Bunkie, 14 mei 1898 - New York, 14 juli 1975) was een Amerikaanse jazzdrummer van de dixieland-jazz.

## Carrière
Singleton groeide op in New Orleans, waar hij in 1915 optrad in de band van Steve Lewis. Tijdens de Eerste Wereldoorlog diende hij in de United States Navy en raakte gewond. Na de terugkeer naar New Orleans speelde hij in talrijke bands, zoals bij Papa Celestin, Big Eye Louis Nelson Delisle, John Robichaux, Fate Marable e.a. Hij speelde ook kortstondig in St. Louis in de band van Charlie Creath en trouwde met diens zus Marge. Terug in New Orleans bleef hij daar echter niet lang, maar vertrok na een jaar met de algemene trek van veel jazzmuzikanten naar Chicago. Hier speelde hij met Doc Cooke, Dave Peyton, Jimmie Noone en in theaterbands, voordat hij samenwerkte met Louis Armstrong. In 1928 was hij onder andere betrokken bij opnamen van de Hot Five (Hot Fives & Sevens).
De poging om met Armstrong en Earl Hines een eigen club te openen, mislukte. Hij ging met Armstrong in 1929 naar New York, waar hij behalve met Armstrong, ook speelde met Bubber Miley, Tommy Ladnier, Fats Waller (1931), Jelly Roll Morton en Otto Hardwick en in de begeleidingsband van Bill Robinson. In 1933 keerde hij weer terug naar Chicago om te werken voor Carroll Dickerson. Vanaf 1937 was hij weer in New York en werkte daar met Roy Eldridge, Mezz Mezzrow en Sidney Bechet. In 1941 speelde hij in de formatie The Three Deuces met Pee Wee Russell en Joe Sullivan, met wie hij enkele nummers opnam voor Commodore Records.
In 1941 verhuisde hij naar Los Angeles, waar hij meewerkte in de muziekfilms Stormy Weather (1943), New Orleans (1947) en Young Man With a Horn (1950) en waar hij bleef tot 1951. Ook speelde hij als studiomuzikant en met eigen bands. Later werkte hij met muzikanten als Slim Gaillard, Wingy Manone, Eddie Condon, Nappy Lamare, Art Hodes, Hot Lips Page, Max Kaminsky en Steve Lacy.
Singleton was een van de invloedrijkste drummers van de vroege jazz, waar hij het gebruik van kwastjes populair maakte.

## Privéleven en overlijden
Tijdens de jaren 1970 kreeg hij een beroerte, die zijn carrière beëindigde. Singleton ging met pensioen en overleed op 14 juli 1975 op 77-jarige leeftijd.
- Biblioteca Nacional de España: XX1695399
- Bibliothèque nationale de France: cb13899820t (data)
- Gemeinsame Normdatei: 1062517628
- International Standard Name Identifier: 0000 0001 0530 7720
- Library of Congress Control Number: no94002147
- Nationale Bibliotheek van Letland: 000067781
- MusicBrainz: 3037296b-5557-493b-a2ee-2687e983b363
- Nationale Bibliotheek van Polen: a0000003398666
- SNAC: w6mn02tj
- Système universitaire de documentation: 080539424
- Virtual International Authority File: 12492900
- WorldCat: E39PBJr3m6qQKDV3JTK7CP3JDq